# Schefflera metcalfiana
Schefflera metcalfiana är en araliaväxtart som beskrevs av Elmer Drew Merrill och Hui Lin Li. Schefflera metcalfiana ingår i släktet Schefflera och familjen araliaväxter. Inga underarter finns listade.